# Ligue de Saint-George
La Ligue de Saint-George (en anglais : League of St George) est une organisation néo-fasciste basée au Royaume-Uni.
Elle s'est définie comme un « club politique non sectaire » et, tout en forgeant des alliances avec différents groupes, il a évité les liens étroits avec d'autres partis politiques extrémistes.

## Histoire
La Ligue a été créée vers 1974 en tant que club politique par Keith Thompson et Mike Griffin, en rupture avec l'Action Party, fondé par le fasciste britannique Oswald Mosley. La Ligue a cherché à poursuivre ce qu’elle considérait comme une forme plus pure des idées de Mosley que celles proposées par le dirigeant de l'époque, Jeffrey Hamm. Dans les années 1970, la Ligue devint un foyer politique pour les partisans plus intellectuels de l'idéologie « Pan-européenne », en particulier ceux qui souhaitaient une Europe unie avec une population dérivée de l'Europe, dans la continuité de la politique de l'Europe comme nation de Mosley. Parallèlement à cela, la Ligue suivit également l'initiative de Mosley d'appuyer le républicanisme irlandais, ce qui constituait un changement par rapport à leurs contemporains d'extrême droite britannique qui réservaient leur soutien au loyalisme d'Ulster. La Ligue n'a jamais été conçue pour être un parti politique, mais plutôt une organisation à caractère social, intellectuel et culturel, bien que son objectif politique ultime soit de promouvoir les citoyens européens et leur culture. Conçu comme un club exclusif pour ce qui était perçu comme l'esprit-clé de l’extrême droite britannique, le nombre de ses membres se limitait généralement à environ 50 à 100 membres. En effet, l’adhésion à la Ligue était limitée aux personnes invitées à y adhérer.
Le groupe avait souvent des relations exécrables avec les partis d'extrême droite, et le National Front empêchait en effet ses membres de rejoindre la Ligue en 1977. À peu près à la même époque, Spearhead (en) incluait même des articles affirmant que la Ligue était en fait un culte dominé par des dirigeants clandestins, des serments secrets et des cérémonies d’initiation profane. Néanmoins, les membres individuels ont maintenu des liens avec les deux organisations, certains contribuant à la fois à Spearhead et à The League Review. The Enemy Within est un récit de la League of St George écrit par un ancien membre, le dessinateur Robert Edwards, qui a fondé le groupe de pression pro-Mosley European Action UK en 2005.

## Contacts internationaux
Adoptant l'emblème de la croix fléchée, la Ligue cherchait à tisser des liens avec des groupes de même opinion en Europe et participait à des rassemblements internationaux ultranationalistes à Dixmude en Belgique, où elle nouait des liens avec le Vlaamse Militanten Orde et National States' Rights Party. La Ligue, qui évitait la politique électorale, cherchait plutôt à s'ériger en un groupe de coordination des nationaux-socialistes, quelle que soit leur affiliation, bien que la Ligue collabore étroitement avec le British Movement, puis le British National Party lors de sa fondation (avec Thompson et John Graeme Wood assistant à la réunion inaugurale du parti en prétendant parler au nom de la Ligue).
Steve Brady, ancien militant du parti national de courte durée (et qui a maintenu des liens étroits avec l'Association de défense de l'Ulster malgré le soutien déclaré de la Ligue au républicanisme irlandais), a été nommé officier de liaison international en 1978 et a aidé à superviser le développement de liens avec des groupes internationaux tels que les français des Faisceaux nationalistes européens, fondé par Mark Fredriksen, et le groupe italien Nuclei Armati Rivoluzionari (NAR). Brady a également écrit une chronique dans League Review, sous le nom de plume Heimdall. Le groupe a également trouvé un soutien en Afrique du Sud parmi certains des principaux partisans du Herstigte Nasionale Party, responsables du financement de la Ligue au début des années 1980.